# Nationale Prozessbibliothek
Die Nationalen Prozessbibliothek (NPB) war von März 2014 bis Juli 2015 ein Portal ausschließlich für Mitarbeiter öffentlicher Einrichtungen in Deutschland.
Ziel des Portals war es, eine umfassende Sammlung von Informationen zu Geschäftsabläufen in den öffentlichen Einrichtungen Deutschlands zur Verfügung zu stellen sowie Wissen zu Prozessmanagement in der öffentlichen Verwaltung zu verbreiten. Das Portal basierte auf der Idee einer Community of Practice, die den Mitgliedern nicht nur Informationen bereitstellt, sondern auch mittels Web 2.0 Community Funktionalitäten (Foren, Wiki, Instant Messenger, Tutorien) und Kollaborationswerkzeugen einen virtuellen Raum bot, um sich untereinander auszutauschen.

## Motivation und Ausgangslage
In der Bundesrepublik Deutschland hat der Aufbau von E-Government-Lösungen und -Strukturen in den letzten Jahren einen deutlichen Schub erfahren. Diverse Projekte und Initiativen auf Bundes-, Landes- und Kommunalebene, z. B. die DOL-Vorhaben EU-DLR, Behördennummer 115, Geodaten, Prozessregister auf Landes- und Kommunalebene sind hier nur einige Beispiele.
Obwohl auf allen Verwaltungsebenen relevante Geschäfts‐ bzw. Verwaltungsprozesse aufgenommen und dokumentiert worden sind, ist es derzeit schwierig, einen umfassenden Überblick über diese Prozesse und deren IT-Unterlegung zu erhalten. Ein Portal im Sinne einer Kollaborationsplattform zur Zusammenführung von Prozessmodellen ist bisher nicht verfügbar und auch im internationalen Kontext nicht bekannt. Mit der „Nationalen Prozessbibliothek“ (NPB) soll diese Lücke geschlossen werden.
Im Forschungs- und Entwicklungsprojekt „Nationale Prozessbibliothek“ wurde ein Prozessregister mit angegliederter Community of Practice (CoP) für die gesamte öffentliche Verwaltung Deutschlands geschaffen.
Die Nationale Prozessbibliothek war ein föderales Projekt und gehörte zu den Koordinierungsprojekten des IT-Planungsrats. Sie übernahm als Infrastrukturkomponente den Baustein „Prozesse“ des Föderalen Informationsmanagement (FIM) – ein Steuerungsprojekt des IT-Planungsrats im NEGS-Umsetzungsprogramm. Im Kontext der Demografiestrategie der Bundesregierung sollte die NP die Handlungsfähigkeit des Staates verbessern.

## NPB-Prozessregister
In das Register konnten alle Prozesse (Kern-, Führungs- und Unterstützungsprozesse) aus allen Ebenen der öffentlichen Verwaltung eingestellt werden. Dabei wurden keine Vorgaben zum Detaillierungsgrad der Prozesse oder der Modellierungsmethode gemacht. Das Register funktionierte – über den gewählten Metadaten-Ansatz – unabhängig von Methoden und Softwarewerkzeugen. Ziel war es langfristig als zentraler Eintrittspunkt für alle Fragen rund um das Prozessmanagement in der öffentlichen Verwaltung zu fungieren. Um Prozessinformationen zentral verfügbar zu machen, wurde der XöV-konforme Austauschstandard XProzess entwickelt und zur Zertifizierung als XöV-Standard bei der Koordinierungsstelle für IT-Standards (KoSIT) eingereicht. Mithilfe dieses Austauschstandards können andere bestehende Register angebunden werden. Insofern die Prozesse durch die Nutzer dieser Register freigegeben wurden, waren diese auch für Nutzer der NPB verfügbar.
Auch Hersteller von Modellierungswerkzeugen haben den Standard in ihre Software implementiert, so dass Nutzern dieser Werkzeuge der direkte Export in die NPB möglich war.

## NPB-Community of Practice
Das Verwaltungshandeln wird in Zukunft den Fachkräftemangel in Folge demografischer Veränderungen und steigenden Kostendrucks zu beachten haben. Weitere Probleme stellen sich durch technische Innovationen und veränderte Erwartungen an Leistungen, die die öffentliche Verwaltung erbringen soll. Mit der NPB soll die Transparenz von Abläufen in der öffentlichen Verwaltung verbessert werden .
Die NP sollte helfen, den informellen ebenenübergreifenden Austausch zwischen
Bund, Ländern und kommunalen Gebietskörperschaften zu erleichtern und zu fördern.
Die Mitarbeiter konnten ihr Wissen in Diskussionen (Foren), in Form von Artikeln (Wiki) oder in Gesprächen (Chats) teilen und für andere Mitarbeiter fachbezogen hinterlegen. In Projektwerkstätten konnten sich Mitglieder in sogenannten Sub-Communities treffen. Typische Projektaufgaben, wie z. B. die Vereinbarung von Treffen und Terminen oder die zentrale Ablage von Dokumenten waren funktionale Bestandteile solcher Projektwerkstätten.

## Projektende
Der Betrieb für das Portal und Prozessregister der Nationalen Prozessbibliothek wurde zum 1. Juli 2015 eingestellt.
Der Betrieb der Nationalen Prozessbibliothek war nicht länger möglich, weil keine Fördergelder mehr zur Verfügung standen.